# Ctenichneumon cyaneus
Ctenichneumon cyaneus là một loài tò vò trong họ Ichneumonidae.